# 龍雲院 (文京区)
龍雲院（りゅううんいん）は、東京都文京区にある臨済宗円覚寺派の寺院。

## 歴史
1626年（寛永3年）、戸田氏西の開基である。元々は御茶ノ水に位置していたが、1657年（明暦3年）の明暦の大火で焼失してしまったため、現在地に移転した。
1900年（明治33年）、坐禅会「白山道場」を発足させた。その後2011年（平成23年）に、「興禅護国会」と合流し「坐禅の集い」として現在も続いている。

## 寺宝等
- 釈迦如来像（本尊）
- 開山（楚渓沼沢）坐像
- 普賢菩薩坐像
- 薬師如来立像
- 毘沙門天立像
- 聖観音立像
- キリシタン灯籠

## 墓所
- 楚渓沼沢（開山）
- 南隠老師（坐禅会「白山道場」開設者）
- 蜷川新（法学者）
- 公田連太郎（漢文学者）
- 藤田健治（哲学者）

## 交通アクセス
- 千石駅より徒歩4分（経路案内）。